# Gian Francesco Malfatti
Gian Francesco Malfatti (italià: Gianfrancesco Malfatti)  (Ala, 26 de setembre de 1731 - Ferrara, 9 d'octubre de 1807) fou un matemàtic italià del segle xviii.

## Vida i Obra

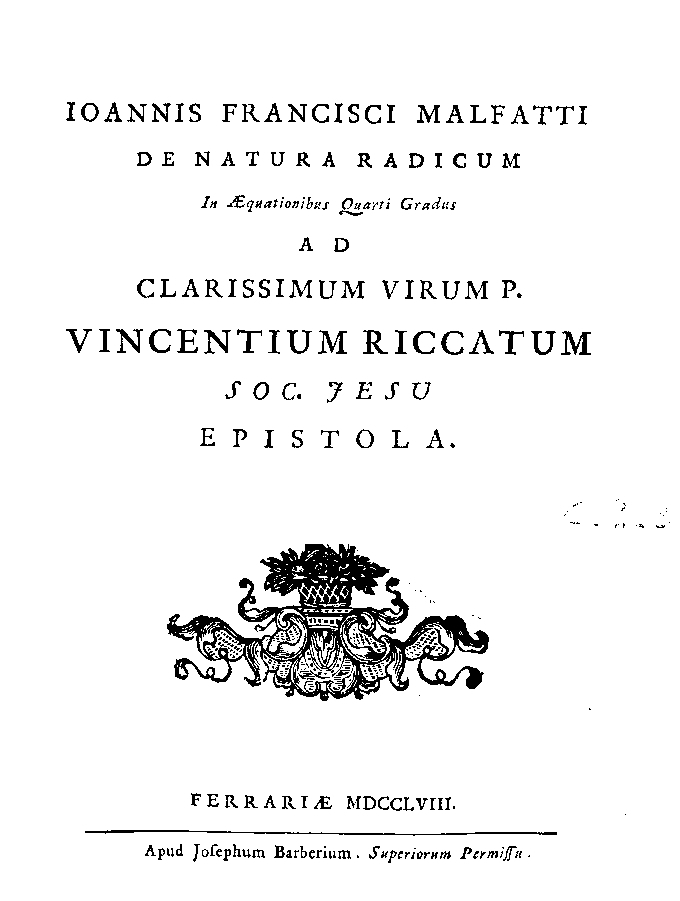
De natura radicum in aequationibus quarti gradus, 1758

Malfatti va estudiar al col·legi jesuïta de Verona fins als disset anys en què va ingressar a la universitat de Bolonya en la que va estudiar matemàtiques amb els professors F.M. Zanotti i Laura Bassi. Vincenzo Riccati, professor del col·legi jesuïta de Bolonya va ser el seu mestre i guia.
El 1754 es trasllada a Ferrara on exercirà com a bibliotecari del marqués Cristino Bevilacqua fins al 1771 en que, en refundar-se la universitat de Ferrara, serà nomenat catedràtic de matemàtiques d'aquesta.
A partir de 1766, participa en les activitats dirigides per Antonio Maria Lorgna per fundar la Società Italiana delle Scienze, deta dei XL (perquè tenia 40 membres), de la que en serà un dels fundadors el 1782. També va participar en l'intent de publicació d'una Gran Enciclopèdia Italiana (a l'estil de la francesa).
El 1796, en proclamar-se la república Cispadana, forma part dels comitès d'ensenyament públic i de reforma educativa, però el 1799, en ser ocupada Ferrara per l'Imperi Habsburg, és destituït de la seva càtedra i s'anul·len totes les reformes. El 1803, en restablir-se el Regne napoleònic d'Itàlia, va ser reposat a la càtedra, però hi va estar poc temps.
Malfatti va publicar nombrosos articles a la revista de la Società sobre temes matemàtics diversos, destacant-ne els de geometria (com el dels cercles de Malfatti (1802), pels que és més conegut) i els d'àlgebra (incloent els seus estudis sobre la quíntica i l'equació de sisè grau).
Els seus escrits més influents són:

La propietat gravitatòria de la lemsnicata.

- 1770: De aequationibus quadrato-cubicis disquisitio analytica, sobre l'equació de sisè grau.
- 1781: Della curva cassiniana, on demostra una propietat gravitatòria de la lemniscata.
- 1803: Memoria sopra un problema stereotomico, on planteja el problema de Mafatti i el problema del marbre.
- 1804: Dubbi proposti al socio Paolo Ruffini sulla sua dimostrazione dell'impossibilità di risolvere le equazioni superiori al quarto grado, sobre la possibilitat de resoldre per radicals les equacions de grau superior al quatre i en polèmica amb Paolo Ruffini.